# Nissan Patrol
Le Nissan Patrol est un véhicule tout-terrain du constructeur automobile japonais Nissan.

## Première génération (4W60)
Il apparaît d'abord en 1951 sous l'appellation « Nissan 4W60 », destiné à des applications de petites séries ou des pays particuliers tels que l'Inde et quelques pays d'Asie du sud-est. Équipé d'une simple banquette avant, donc de seulement 2 places, sa motorisation reste encore faible.
Il évolue en modèle 4W61 en 1955 avec un moteur amélioré, le moteur "B". En parallèle, les ingénieurs de Nissan planchent sur une version adaptée à un usage civil de grande série, mais n'aboutissent pas encore à un design assez satisfaisant pour être exploitable pour cet usage à un coût raisonnable. Toutefois, le 4W61 verra son intérieur évoluer : la banquette avant passe en 2 sièges avant séparés, et une banquette arrière apparait. 
En 1958, il est équipé du moteur "C" de 4 litres de cylindrée, et devient le modèle 4W65.
Dès 1959, sort le 4W66 équipé d'une version avancée du moteur C : c'est désormais un moteur OHV 4.0 L, le "P40", avec un "P" pour "Patrol", nom commercial qui sera repris quelques années plus tard pour designer le véhicule lui-même. Ce moteur sera utilisé jusqu'en 1986 sur des véhicules des Forces terrestres d'autodéfense japonaises, particulièrement sur des camions militaires de 4 tonnes (type Q4W70) et le transporteur civil 4W70.
C'est à partir de ce modèle 4W66 que Nissan commence à exporter vers des régions dont la plupart des routes ne sont pas pavées (Inde, Asie du sud-est, Amérique du sud, Moyen-Orient), l'excellente efficacité du véhicule pour circuler sur des routes accidentées étant très appréciée sur ces marchés.

## Seconde génération (K60)
Vendu également en Inde sous dénomination Jonga P60, le Nissan Patrol reste encore un modèle destiné à des applications militaires ou professionnelles, à une époque où les véhicules tout-terrain n'intéressent guère que ce type de clientèle. 

## Troisième génération (160/260)
C'est au début des années 1980, lorsque le grand public s'intéresse à des véhicules tout-terrain confortable et faciles d'utilisation qu'il est produit en grandes séries, à partir du modèle 160 sorti en 1980. Son appellation au Japon devient alors « Nissan Safari », et reste « Nissan Patrol » pour les marchés export. Plus gros, plus confortable, plus puissant, il veut concurrencer les Range Rover, Jeep Cherokee et autres Mercedes-Benz Classe G. Il est équipé d'une suspension à lames et de 2 ponts rigides.
Le « nouveau » Patrol 160 est équipé d'un gros moteur pour l'époque, un diesel atmosphérique 6-cylindres de 3,3 litres de cylindrée et 95 ch (SD33).
Mais dès 1986, pour mieux faire face à la concurrence, apparaît une version turbocompressée développant 110 ch (SD33T), ce qui lui permet d'être plus à l'aise sur route en particulier.

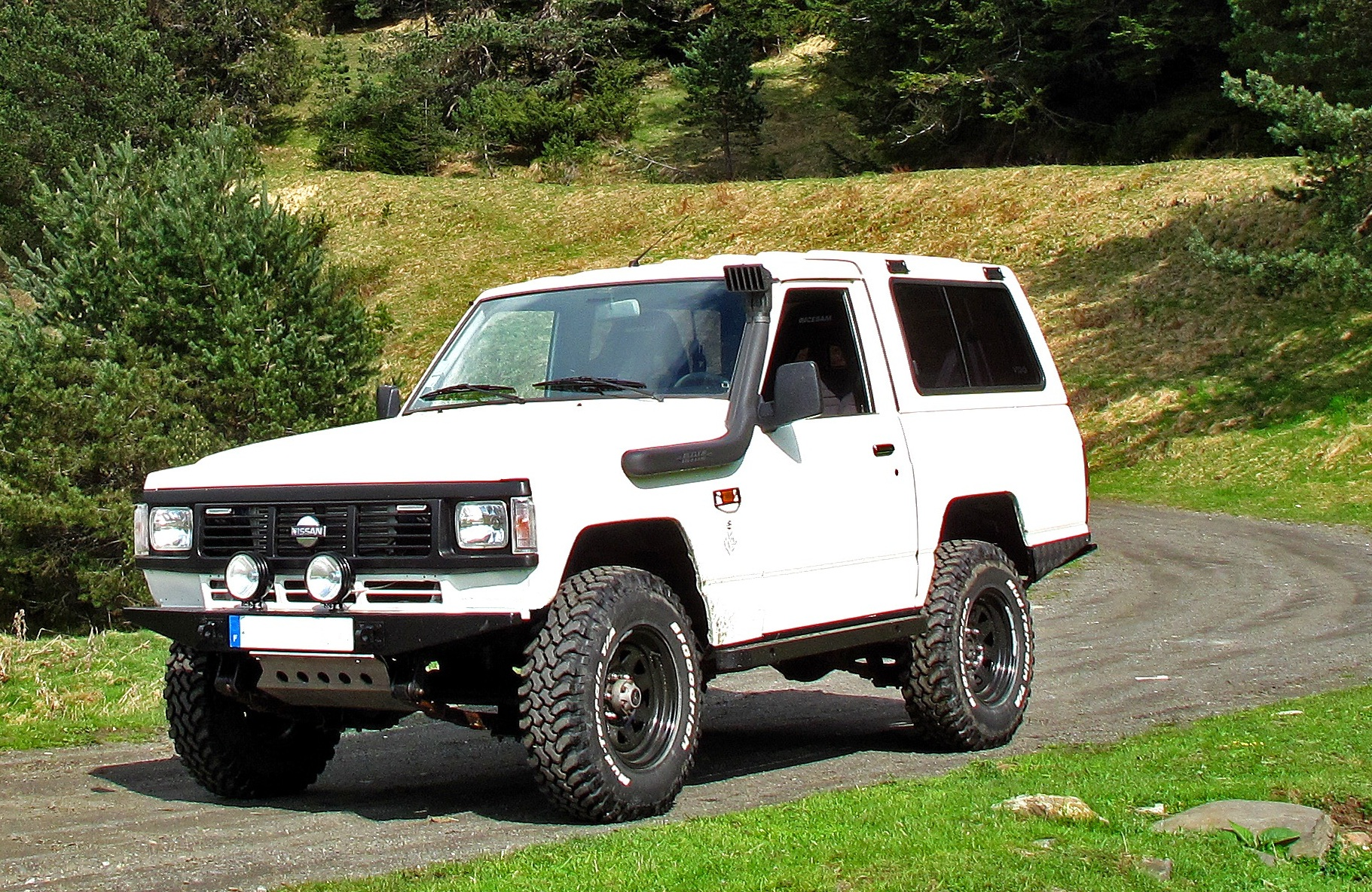
Nissan Patrol 260 (1990-2002)

En 1990, le Patrol 160 devient 260, se voit légèrement restylé et adopte le moteur RD28T du GR. Il existera aussi une version équipée de ce même moteur en version atmosphérique (RD28).
En 1994, le 260 devient « Baroud » ; il poursuivra sa carrière jusqu'en 2002 avec le moteur du Nissan Terrano II, un 4 cylindres diesel turbocompressé de 2,7 litres et 100 ch.

## Quatrième génération (Y60)

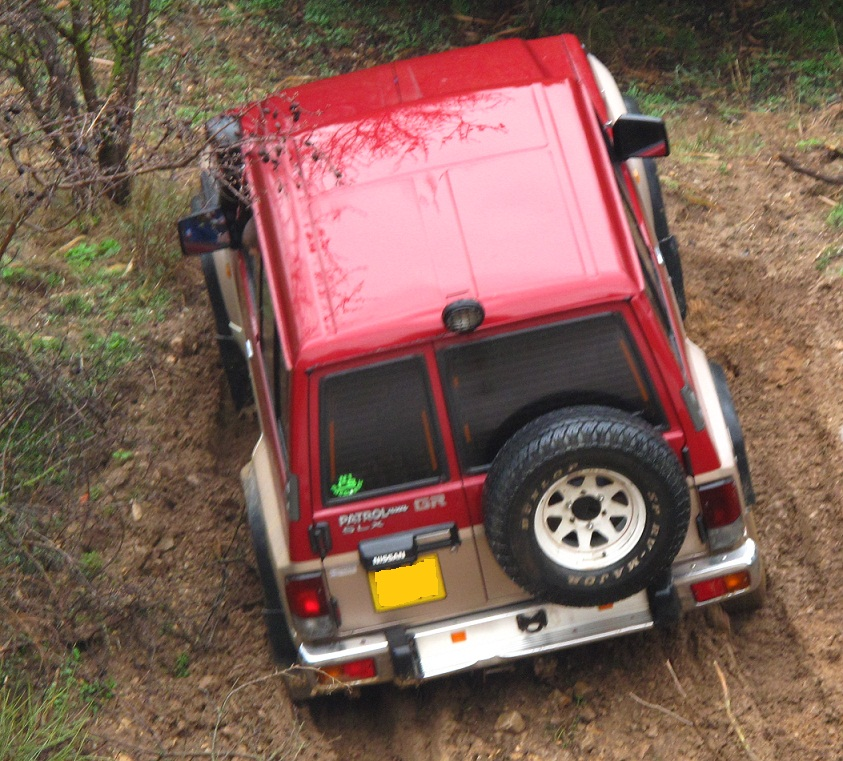
Patrol GR Y60 en Tout-Terrain

En 1988, Nissan sort la quatrième génération de Patrol, le Patrol GR Y60 (pour Grand Raid), qui troque les lames pour des ressorts, apportant nettement plus de confort. Sur la base du 160, le GR est plus large en carrosserie, plus confortable, plus moderne (intérieur entièrement repensé). Il semble que l'équipe de design n'ait pas eu beaucoup de travail à faire sur le Patrol GR Y60. Et pourtant, même s'ils ont conservé les phares ronds et la calandre plate à lamelles à l'avant, ils lui ont donné une allure plus méchante grâce aux ailes avant élargies. De plus, les passages de roues sont habillés d'un revêtement qui protège la carrosserie de la saleté et de la boue projetées par les roues. Dans la configuration à empattement long, le Y60 Patrol a reçu une paire de portes à l'arrière. À l'arrière, le grand SUV japonais reçoit une roue de secours montée à l'extérieur. Deux portes de longueur inégale permettaient d'accéder au coffre. Le GR bénéficie, pour plus d'efficacité en tout-terrain, d'un blocage manuel de différentiel du pont arrière (en option sur les premières séries) et, surtout, dispose d'un tout nouveau moteur diesel turbocompressé 6 cylindres de 2,8 litres et 115 ch (RD28T), souple et mélodieux.
Ce moteur pouvait paraître puissant en cette fin des années 1980, mais il avait pour principal défaut son manque de couple à bas régime (inhérent à tout moteur 6 cylindres de faible cylindrée).
Le GR Y60 a également été équipé de moteurs de plus fortes cylindrées, un 4,2 litres décliné en 3 versions, soit diesel atmosphérique (TD42), soit diesel turbocompressé (TD42T), soit essence (TB42). Il existe aussi de très rares versions équipées du moteur 2,8 litres diesel atmosphérique (RD28).
Nissan a construit le Y60 Patrol en plusieurs versions, et l'un des modèles les plus vendus était celui-ci : la version à empattement long. Enfin, sur certains marchés, il était proposé avec le puissant moteur RD28T.
À l'intérieur, selon les options, la voiture pouvait accueillir jusqu'à sept personnes, avec des sièges d'appoint latéraux orientés vers l'intérieur dans le coffre. Le conducteur se trouve face à un combiné d'instruments de forme angulaire avec de grands cadrans pour le compteur de vitesse et le compte-tours, flanqués de quatre jauges. Entre les sièges avant, le constructeur a ajouté le levier de vitesse et le levier de la boîte de transfert. À l'arrière, la banquette rabattable aurait pu agrandir le coffre.

### Ford Maverick

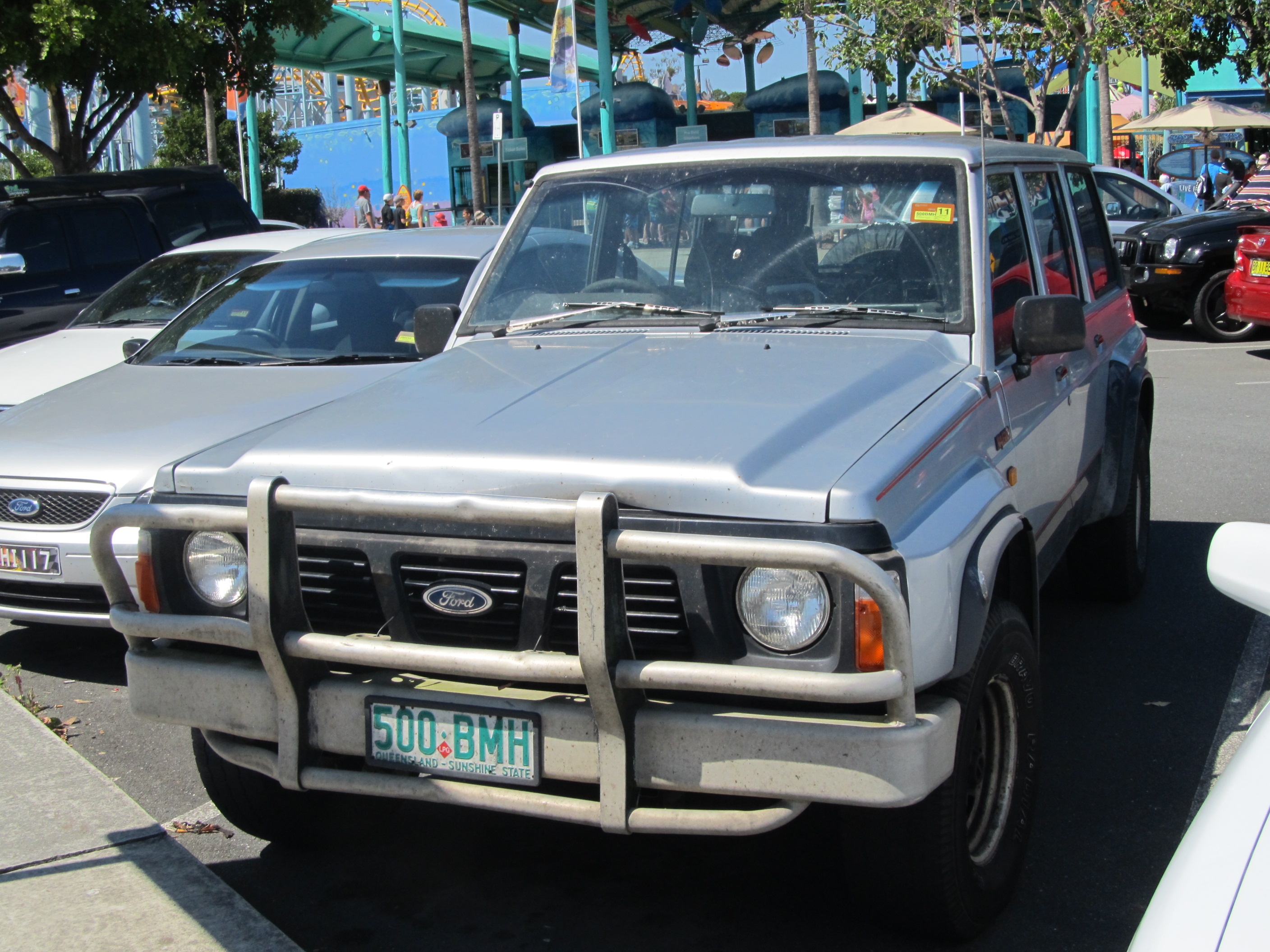
Ford Maverick (Australie)

## Cinquième génération (Y61)
Le Patrol GR Y61 apparaît en 1997 en remplacement du Patrol GR Y60. 
Ce dernier est proposé en version TD6, toujours un 6 cylindres 2,8 litres mais avec intercooler, ce qui porte sa puissance à 130 ch. Il existe également avec les moteurs TD42 de 123 ch et TD42T de 158 ch, ou en version essence avec un 4,5 litres de 197 ch (TB45) puis un 4,8 litres développant 280 ch (TB48). En outre, Nissan a utilisé des essieux vivants à l'avant et à l'arrière avec des ressorts hélicoïdaux et des barres stabilisatrices réglables, ce qui a permis d'augmenter le débattement de la suspension.

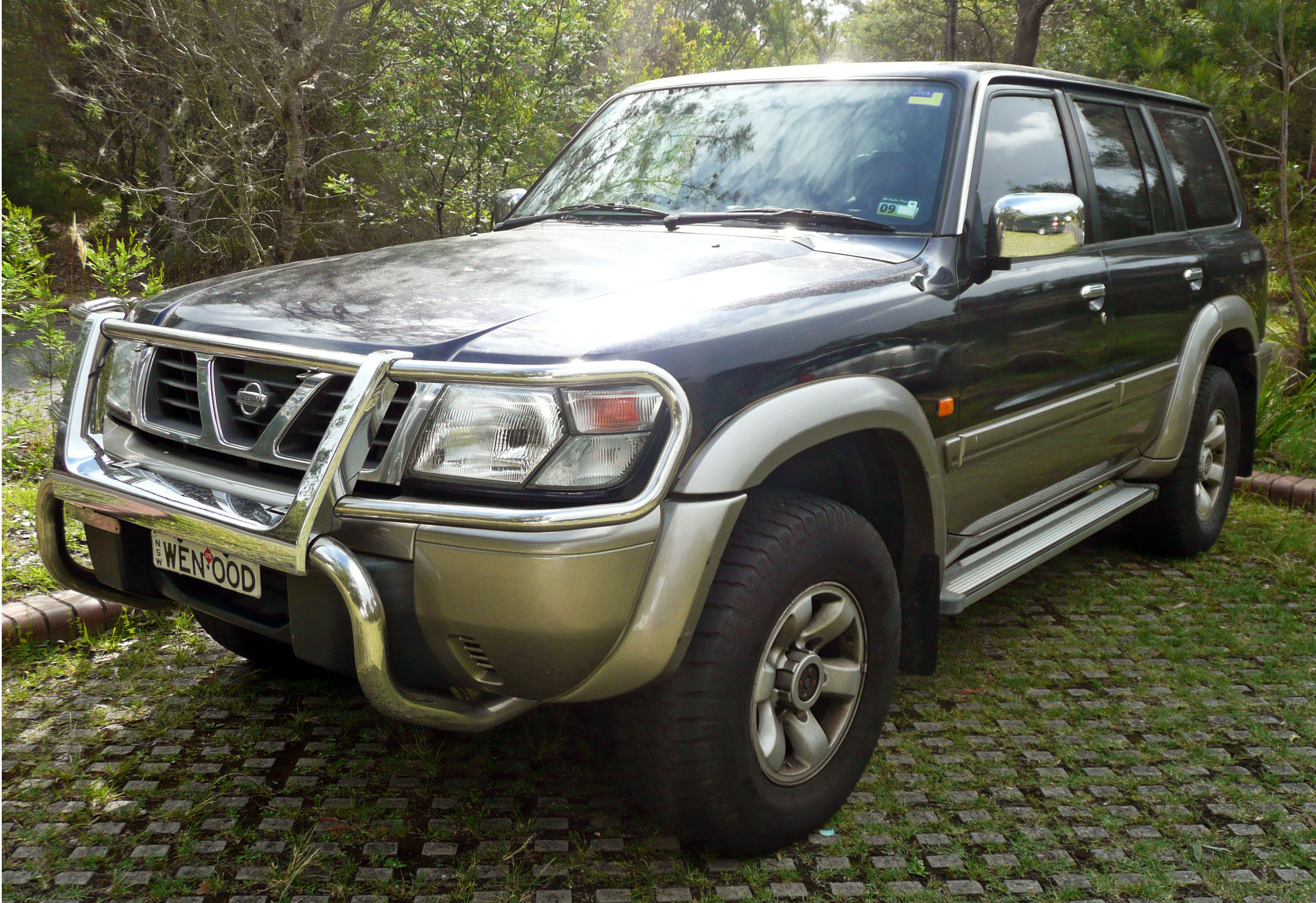
Nissan Patrol Y61 Phase I 5 portes.
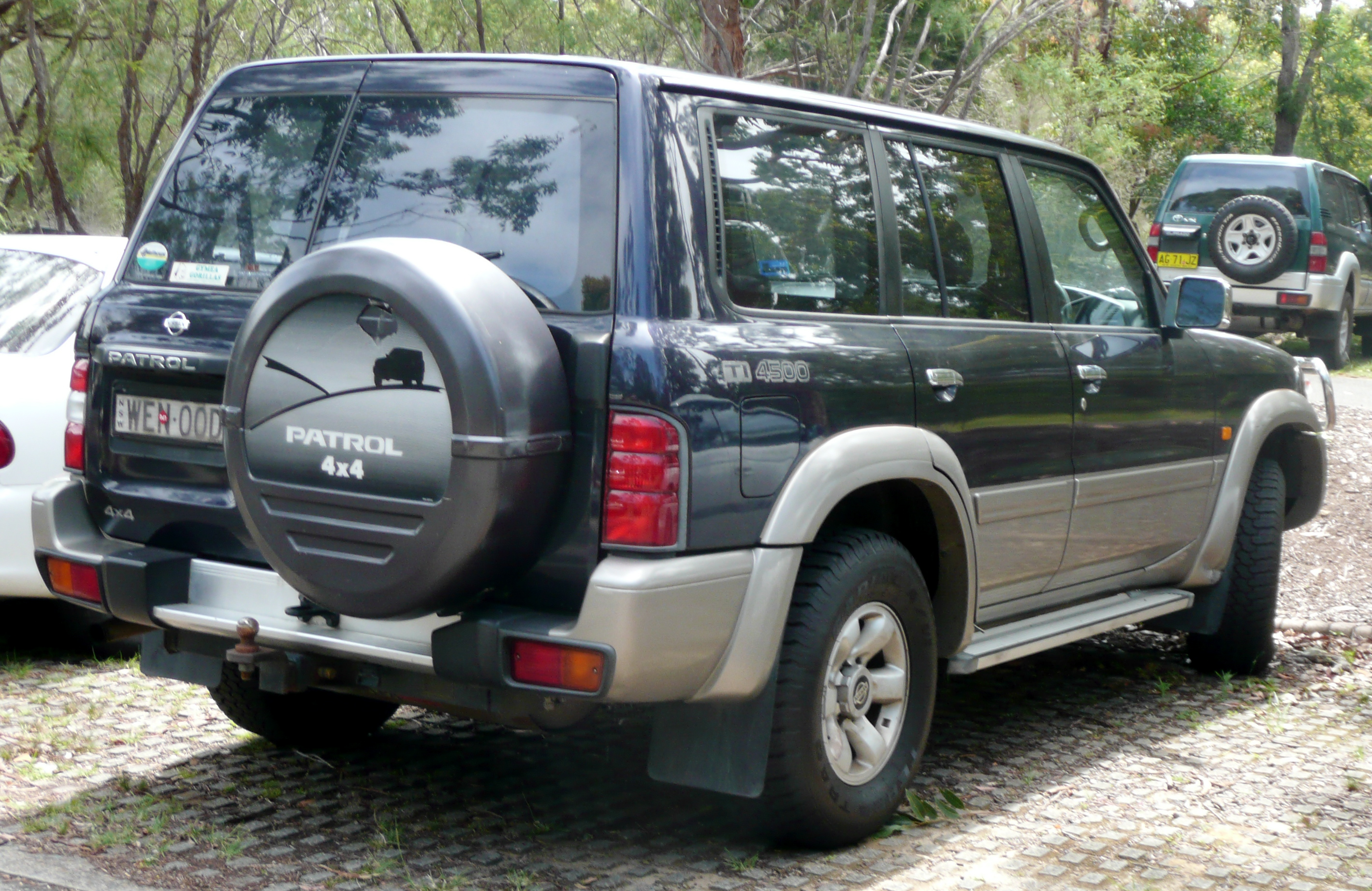
Nissan Patrol Y61 Phase I 5 portes.
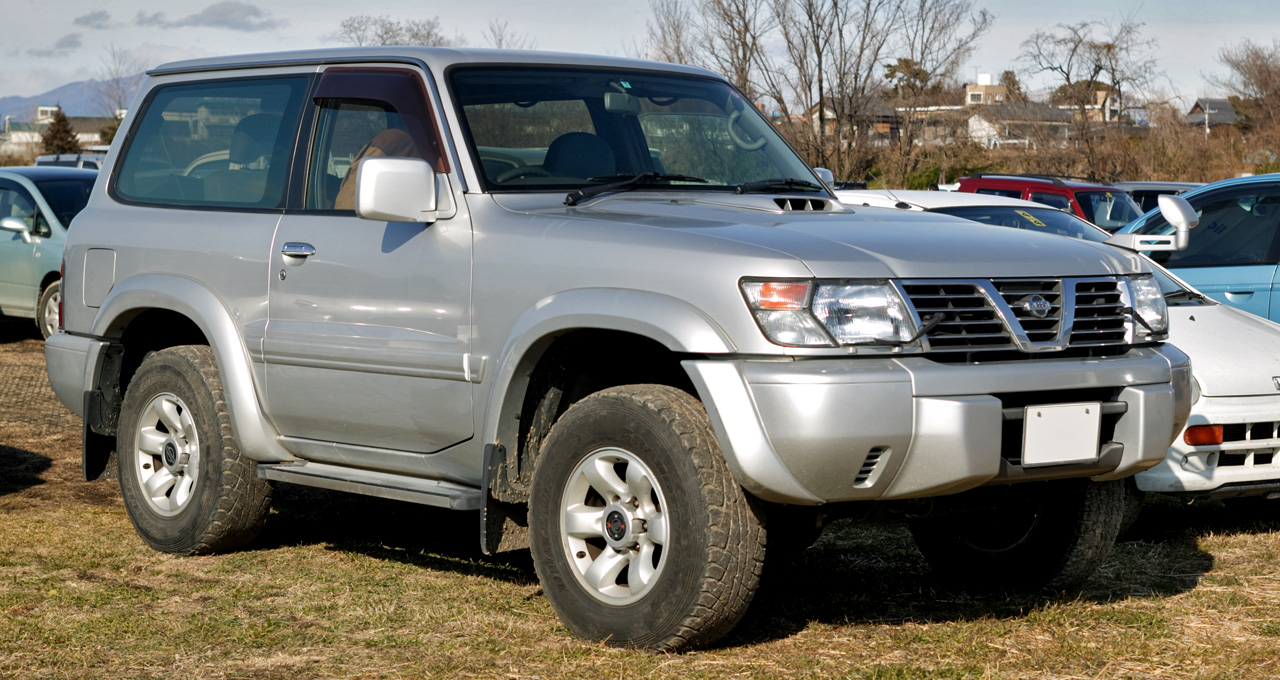
Nissan Safari Y61 Phase I 3 portes.

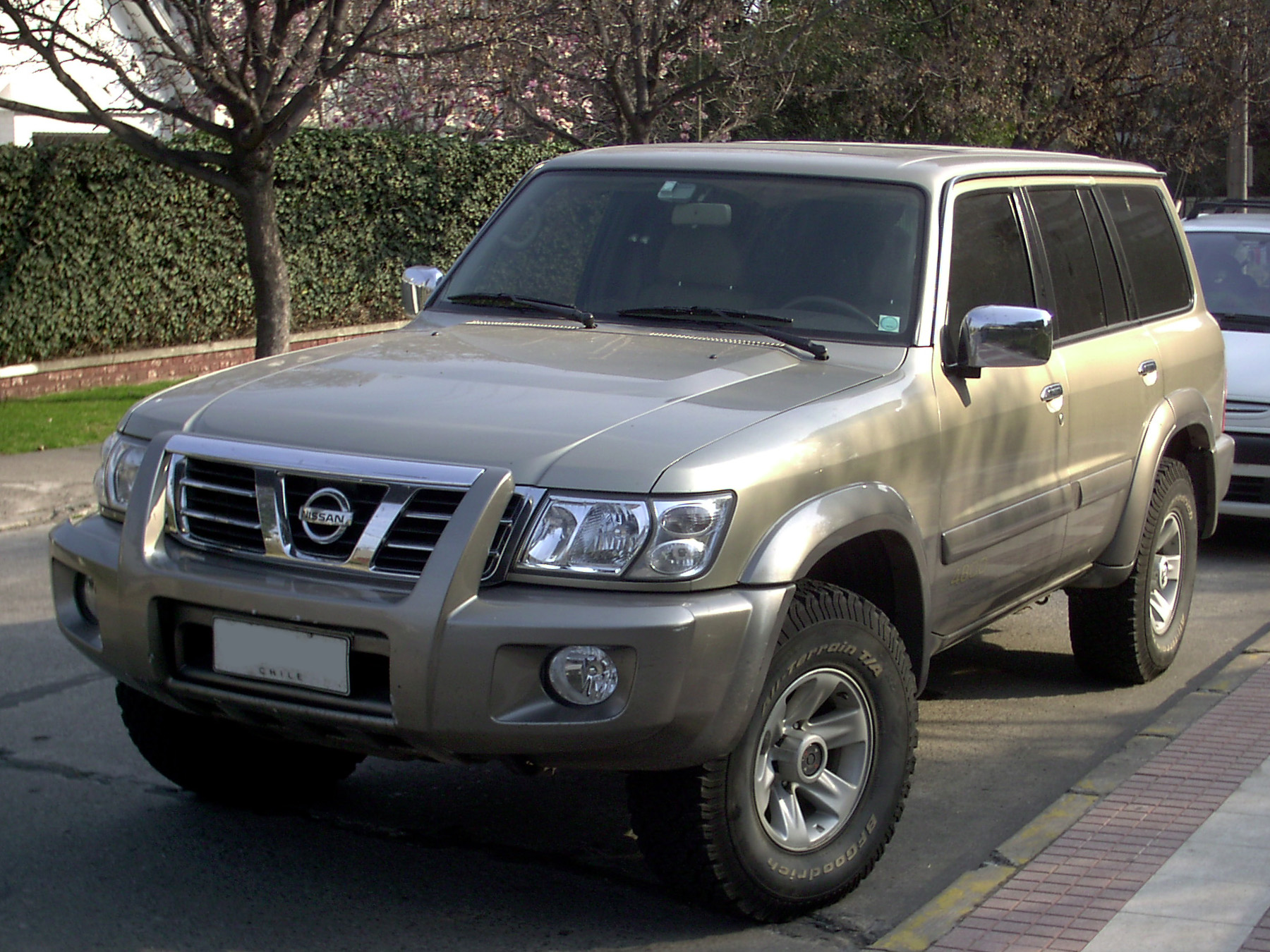
Nissan Patrol Y61 Phase II 5 portes.
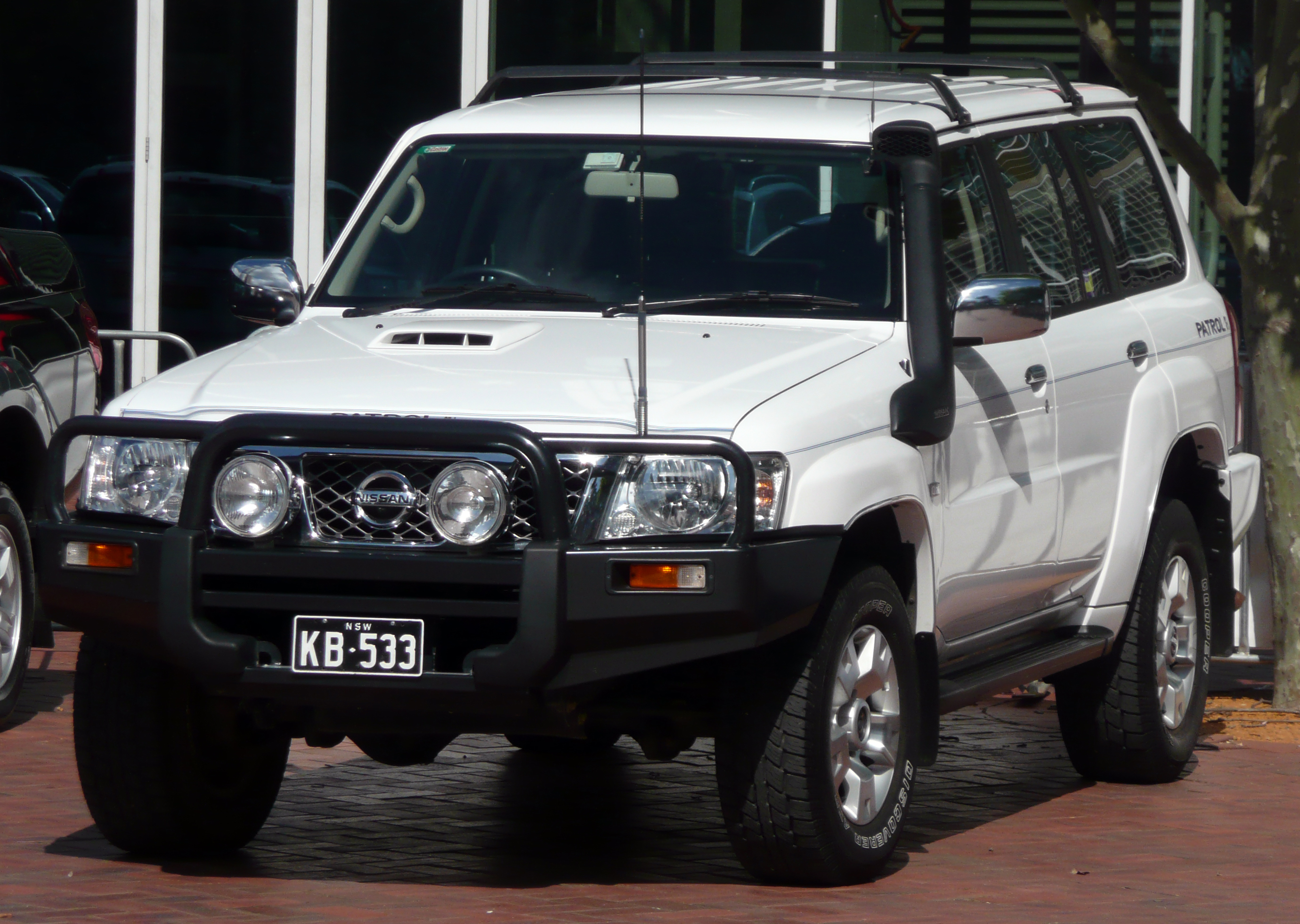
Nissan Patrol Y61 Phase III 5 portes.
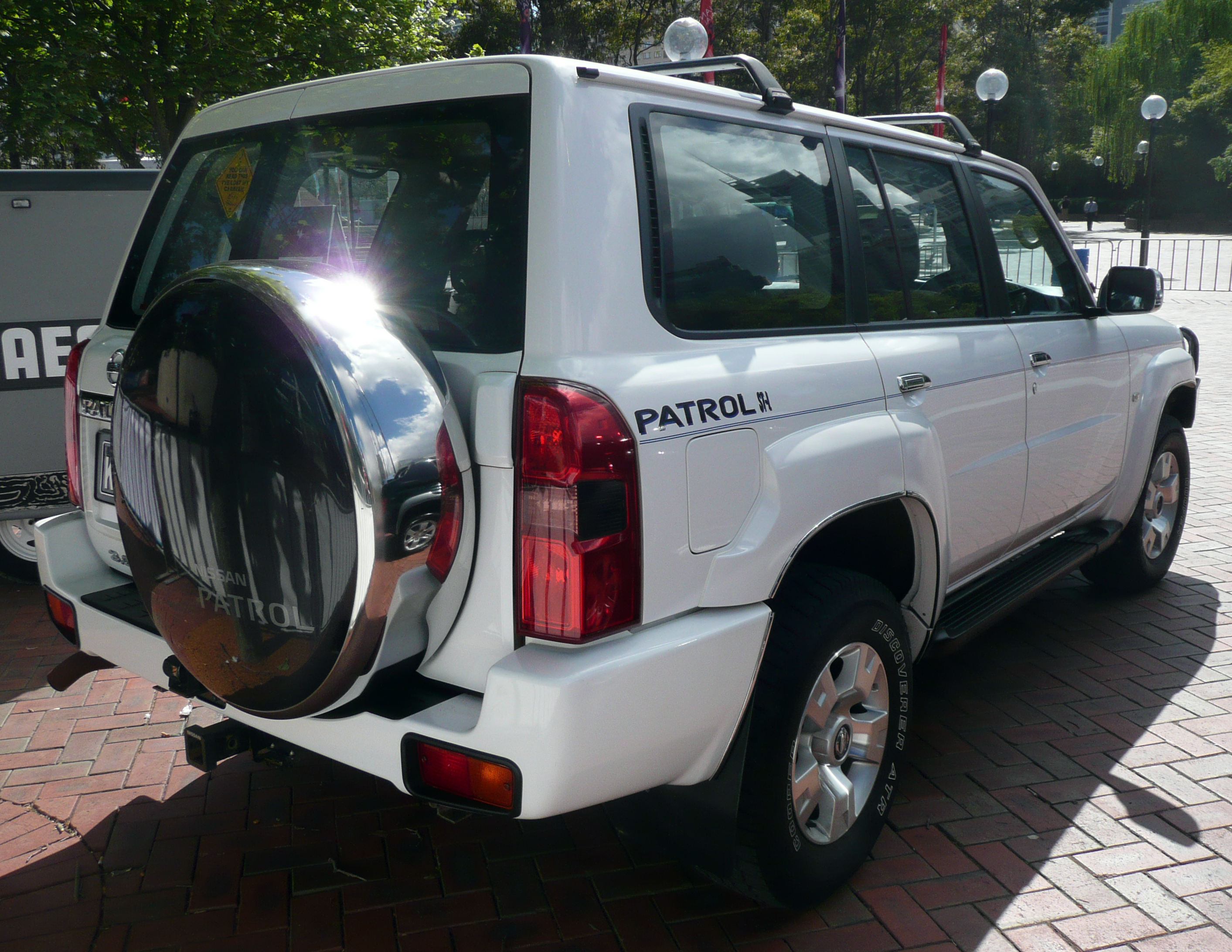
Nissan Patrol Y61 Phase III 5 portes.

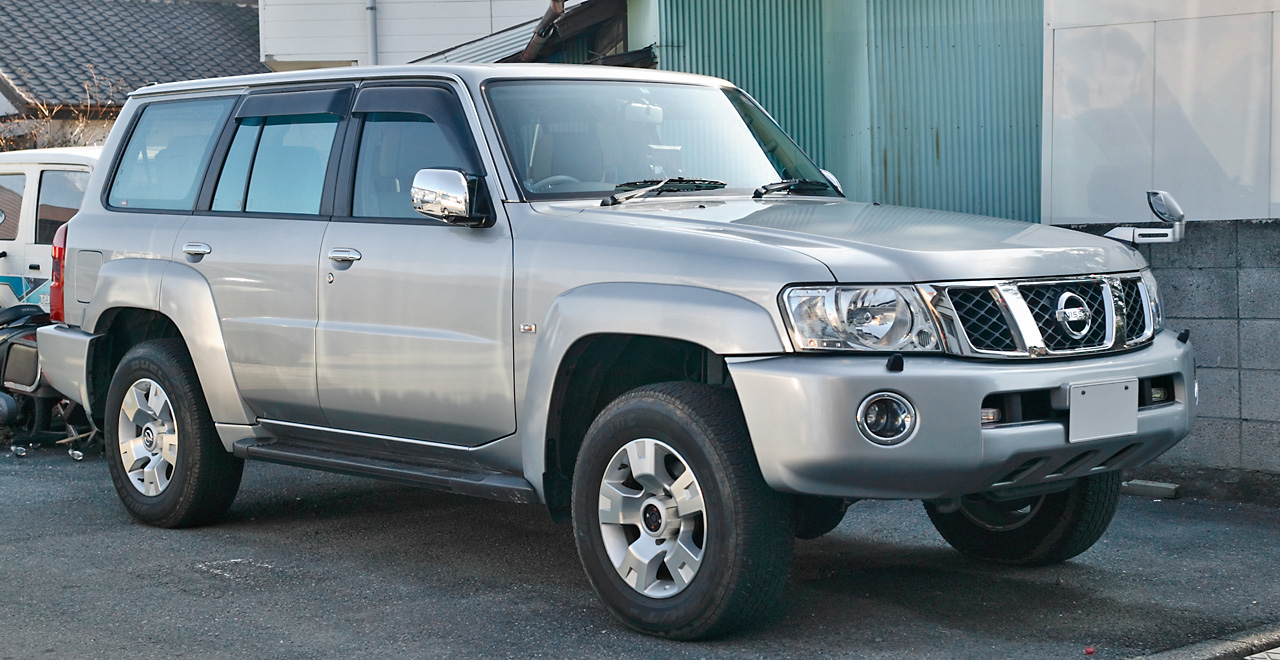
Nissan Safari Y61 Phase III 5 portes.
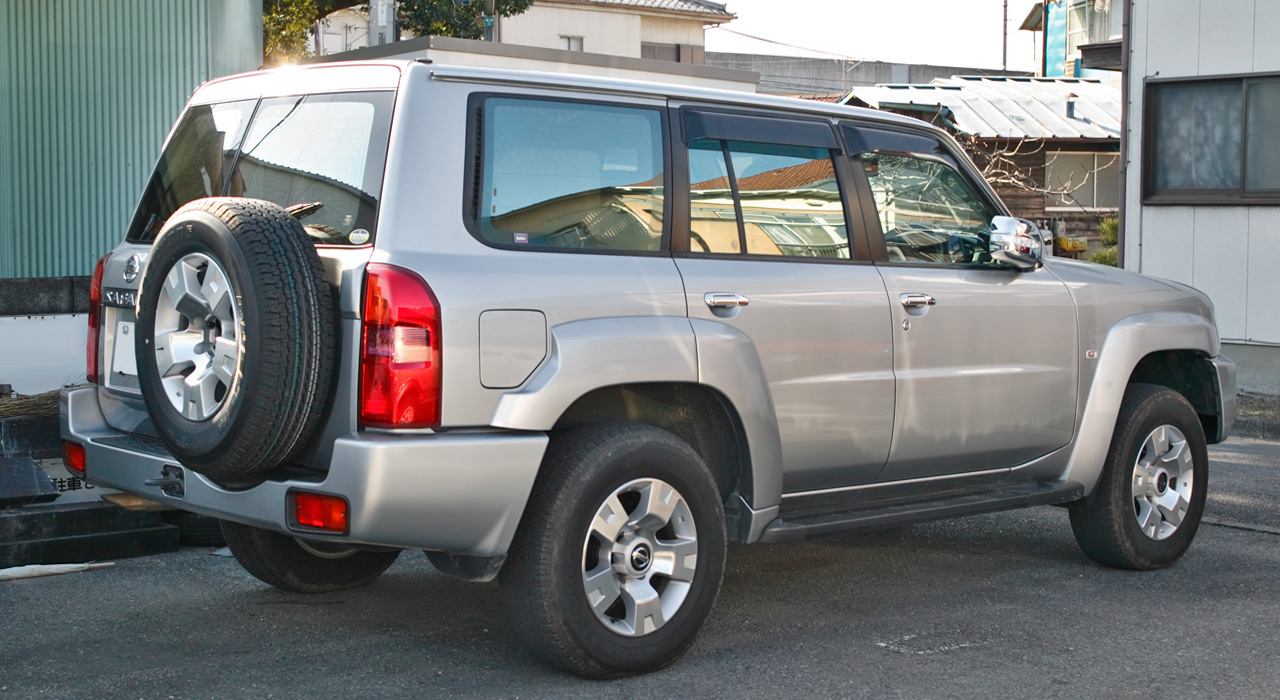
Nissan Safari Y61 Phase III 5 portes.

En 2001, Nissan abandonne la motorisation 6 cylindres et équipe le Patrol d'un 4 cylindres à injection directe « Di » de 3 litres (ZD30), d'origine Nissan, qui revendique 158 ch.
Le GR Y61 évolue assez peu sur un plan technique, il est légèrement restylé en 2002, puis plus profondément en 2005. 
Fin 2007, le moteur ZD30 du Patrol évolue pour adopter l'injection à rampe commune et obtenir la certification EURO 4. Sa puissance reste à 160 ch mais son couple passe à 380 N m. Les finitions sont renommées XE, SE, LE. Les versions SE et LE reçoivent le régulateur de vitesse.
Le Patrol Y61 s'achève en 2009 en Europe de l'Ouest et au Japon  mais poursuit sa carrière dans le monde entier jusqu'en 2014 à l'exception de l'Afrique du Sud, du Moyen-Orient, du Paraguay, d'Haïti, des Philippines, du Népal, de la Bolivie, du Sri Lanka et de certains pays d'Afrique et d'Europe de l'Est où le 4x4 était en concurrence avec le Toyota Land Cruiser (J70). En Australie, le Patrol Y61 a été vendu jusqu'en 2016 aux côtés du Y62.  
Le Y61 est toujours produit et utilisé par les agences des Nations Unies dans différents pays, ainsi que par certaines branches militaires et secteurs gouvernementaux. Ils sont principalement utilisés comme véhicules d'escorte de sécurité, comme véhicules de transport de personnel et comme unités de patrouille en dehors des routes. La production s'est finalement arrêtée en 2023, et la liste des modèles a été retirée des sites officiels de Nissan à partir de 2024.

## Sixième génération (Y62)

### Phase 1
En 2010, Nissan a introduit une sixième génération, baptisée Y62, de son Patrol, et le changement le plus important apporté à la gamme a été l'abandon de la version à trois portes mais surtout l'abandon du marché européen. Une autre nouvelle importante pour cette voiture est qu'elle ne s'est plus concentrée sur les versions turbodiesel économes en carburant. Cela a attristé les fans européens, britanniques et australiens, qui n'ont pas pu obtenir le modèle Y62 avec le puissant moteur 3.0 litres.
Sous le capot, le Patrol Y62 était équipé d'un moteur V6 et de deux moteurs V8, en fonction du marché. Une boîte manuelle à six vitesses était proposée pour certains modèles, mais elle a été abandonnée par la suite, et toutes les versions ont été équipées d'une boîte automatique. La puissance était transmise dans tous les sens par une boîte de transfert à deux vitesses. Mais un détail technique particulier est resté identique à celui de ses prédécesseurs : la construction carrosserie sur châssis, qui a été très appréciée par les amateurs de tout-terrain.

### Phase 2
En 2014, le Patrol Y62 s'offre un premier restylage. Les phares sont redessinés et reçoivent une nouvelle signature lumineuse à LED également disponible sur les feux arrière.

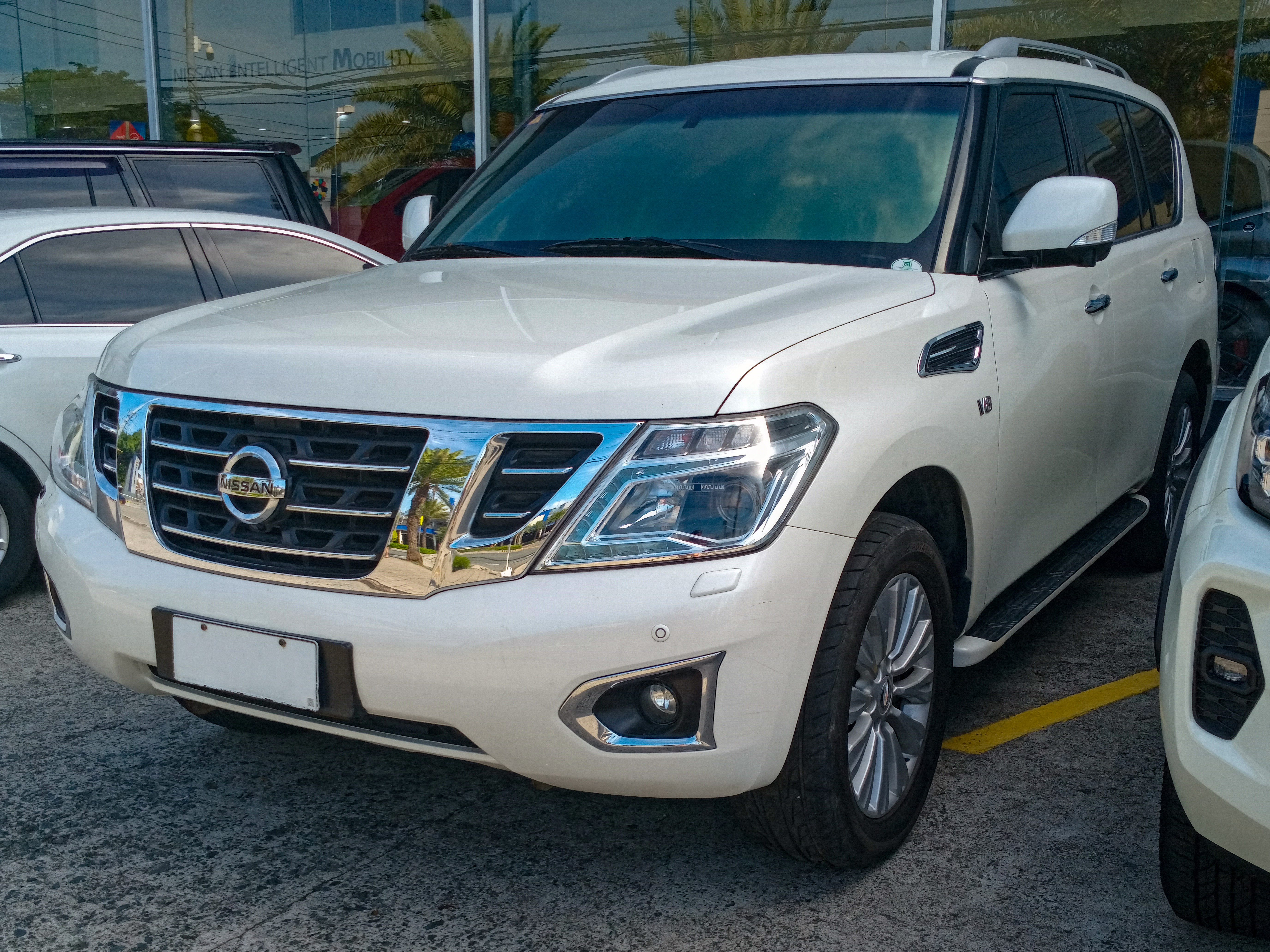
Nissan Patrol Y62 Phase 2 (2014-2019)

### Phase 3
En 2019, il est restylé une seconde fois. Sur la face avant, la calandre s'épaissit, encerclée par des nouveaux phares inédits qui deviennent rectangulaires ce qui élargit visuellement la face avant. Au niveau de la poupe, la ceinture de caisse s'élève sur la vitre arrière et les feux arrière sont inédits.

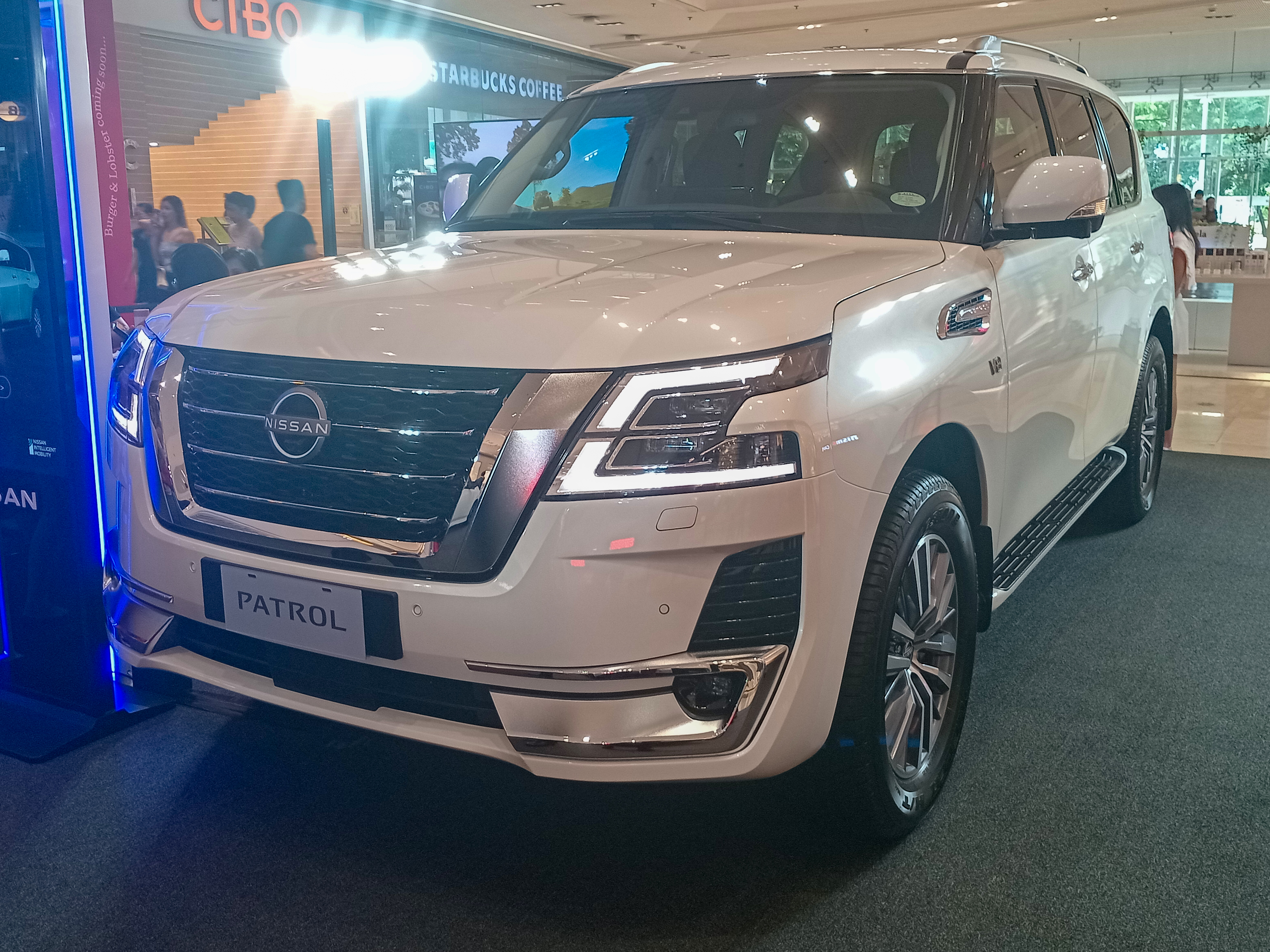
Nissan Patrol Y62 Phase 3 (2019-)

## Septième génération (Y63)
La septième génération de Patrol, le Patrol Y63 est présentée en septembre 2024. Le Patrol Y63 utilise uniquement des moteurs V6, en remplacement du V8 : V6 3.5 biturbo de 425 ch et 700 N m de couple ou V6 3.8 de 316 ch et 386 N m de couple.

## Opérateurs militaires
- Espagne Lathar 1.0 10 véhicule de reconnaissance légers d'opérations spéciales (VLOE) développé par l'entreprise espagnole VT Proyectos sur la base du Nissan Patrol ML-6[5], en passe d'être substitué ou complété par le véhicule Neton d'EINSA.